# برناردو غوميز
برناردو غوميز (بالبرتغالية: Bernardo Gomes‏) هو لاعب كرة الماء برازيلي، ولد في 12 نوفمبر 1993 في ريو دي جانيرو في البرازيل.

## وصلات خارجية
- برناردو غوميز على موقع الاتحاد الدولي للسباحة (الإنجليزية)
- برناردو غوميز على موقع أوليمبيديا (الإنجليزية)
- برناردو غوميز على موقع اللجنة الأولمبية البرازيلية (البرتغالية)